# William Poole
William Poole, detto Bill (24 luglio 1821 – New York, 8 marzo 1855), è stato un politico e criminale statunitense, conosciuto anche come Bill the Butcher ("Bill il macellaio"), era il capo della gang di New York City chiamata Bowery Boys, violento pugile a mani nude, e uno dei leader del movimento politico dei Know Nothing.

## Biografia
Poole nacque nella contea di Sussex, nel New Jersey, da genitori di origine inglese. Nel 1832, la sua famiglia si trasferì a New York City per aprire una macelleria a Washington Market, Manhattan. William Poole seguì le orme del padre e presto divenne il gestore del negozio di famiglia subentrando al genitore. Successivamente lavorò anche come vigile del fuoco volontario nella brigata Howard (Red Rover) Volunteer Fire Engine Company #34, Hudson & Christopher. Parallelamente, divenne anche il capo di una gang da strada che controllava con la violenza il quartiere, e si fece portavoce dei diritti dei "nativi" contro il dilagare dell'immigrazione (soprattutto dalla Cina e dall'Irlanda) nella città di New York.

## Aggressione al Florence's Hotel
Il 23 ottobre 1851 il New York Daily Times riportò la seguente notizia:

## Disputa con John Morrissey
Il principale avversario politico di Poole, John Morrissey, era un immigrato irlandese. Morrissey era anche un popolare pugile e sfidò Poole a un match a mani nude. Sebbene i due uomini appartenessero a differenti etnie e partiti politici contrapposti, l'origine dei dissapori tra i due potrebbe essere nata da una scommessa fatta da Poole su un match di pugilato svoltosi il 12 ottobre 1853, nel quale Poole aveva scommesso sull'avversario di Morrissey, "Yankee Sullivan".
Il confronto ebbe luogo il 26 luglio 1854, a Amos Dock, New York. Il New York Daily Times riportò il resoconto del combattimento, e delle condizioni di Morrissey dopo il match:

### La sparatoria
Morrissey meditò vendetta e il 5 febbraio 1855, Lew Baker, un amico di Morrissey, sparò a Poole a Stanwix Hall, un bar a Broadway vicino al Prince, all'epoca centro della vita notturna cittadina.
Poole morì l'8 marzo seguente a causa delle ferite riportate. Morì nella sua casa di Christopher Street, lasciando la moglie e un figlio di nome Charles Poole. Le sue ultime parole furono: «Good-bye boys; I die a true American» ("arrivederci ragazzi. Muoio da vero americano"). Venne sepolto l'11 marzo 1855, nel Green-Wood Cemetery di Brooklyn in una tomba senza nome. Nel 2004 venne aggiunta una lapide con data di nascita e morte.

## Riferimenti nei mass-media
La figura storica di Poole fu di ispirazione per il personaggio di William "Bill il macellaio" Cutting (interpretato sullo schermo da Daniel Day-Lewis) nel film Gangs of New York di Martin Scorsese. Anche se il personaggio del film incorpora molti aspetti del vero Poole nella storia, Cutting vive nel periodo della guerra di secessione, e viene ucciso durante i disordini di New York nel 1863, otto anni dopo la morte del vero Poole. Inoltre, William Poole morì all'età di trentaquattro anni, mentre invece il personaggio del film di Scorsese muore a quarantasette anni. Uno dei protagonisti della serie a fumetti, successivamente televisiva, The Boys è chiamato William Butcher, col soprannome "Billy Butcher", possibile riferimento al criminale.

### Articoli scelti delNew York Daily Times
- New York Daily Times, Volume 1, Number 0031, Thursday, October 23, 1851, pagina 1 "Boxing"
- New York Daily Times, Volume 3, Number 0646, Thursday, October 13, 1853, pagina 1 "hotel"
- New York Daily Times, Volume 3, Number 0892, July 28, 1854, pagina 4 "Boxing teaser"
- New York Daily Times, Volume 3, Number 0892, July 28, 1854, pagina 8 "Boxing"
- New York Daily Times, Volume 4, Number 1074, Monday, February 26, 1855, pagina 1, "Shooting"
- New York Daily Times, Volume 4, Number 1084, Friday, March 9, 1855, pagina 1, "Coroner's Inquest"

### Articoli scelti delBrooklyn Eagle
- Brooklyn Eagle, March 20, 1855, pagina 2, "The Poole murder"
- Brooklyn Eagle, March 20, 1855, pagina 3, "The death of bully Poole"
- Brooklyn Eagle, March 24, 1855, pagina 3, "Grand jury"

### Articoli scelti delNew York Times
- New York Times, March 9, 1855, pagina 1, "The Pugilist's Encounter"
- New York Times, March 10, 1855, pagina 1, "The Death of William Poole"
- New York Times, March 12, 1855, pagina 1, "The Stanwix Hall Tragedy"
- New York Times, March 12, 1855, pagina 4, "The Funeral of Poole"
- New York Times, March 13, 1855, pagina 1, "The Poole Murder"
- New York Times, March 17, 1855, pagina 1, "The Poole Murder"
- New York Times, March 19, 1855, pagina 1, "The Poole Murder"
- New York Times, March 24, 1855, pagina 3, "The Kissane Trial"
- New York Times, April 16, 1855, pagina 3, "The Stanwix Hall Tragedy"
- New York Times, May 16, 1855; pagina 1, "Baker Arrested!"
- New York Times, May 17, 1855; pagina 4, "The Poole Murder—What is to come of it?"
- New York Times, November 28, 1855, pagina 7, "The Stanwix Hall Tragedy"
- New York Times, November 29, 1855, pagina 3, "The Stanwix Hall Tragedy"
- New York Times, December 1, 1855, pagina 2, "The Stanwix Hall Tragedy"
- New York Times, December 3, 1855, pagina 2, "The Stanwix Hall Tragedy"
- New York Times, December 4, 1855, pagina 7, "The Stanwix Hall Tragedy"
- New York Times, December 5, 1855, pagina 3, "The Stanwix Hall Tragedy"
- New York Times, December 6, 1855, pagina 2, "The Stanwix Hall Tragedy"
- New York Times, December 7, 1855, pagina 3, "The Stanwix Hall Tragedy"
- New York Times, December 8, 1855, pagina 3, "The Stanwix Hall Tragedy"
- New York Times, December 10, 1855, pagina 2, "The Stanwix Hall Tragedy"
- New York Times, December 11, 1855, pagina 2, "The Stanwix Hall Tragedy"
- New York Times, December 12, 1855, pagina 3, "The Stanwix Hall Tragedy"
- New York Times, December 13, 1855, pagina 7, "The Stanwix Hall Tragedy"
- New York Times, December 14, 1855, pagina 1, "The Stanwix Hall Tragedy"